# Misopates orontium
La gallinetta comune (Misopates orontium (L.) Raf., 1840) è una pianta appartenente alla famiglia delle Plantaginacee.

## Etimologia
Il nome generico (Misopates) deriva dal latino botanico e vuole significare "riluttante-aperto". Altre etimologie fanno derivare il termine direttamente dl greco misos ( = odio) e patein (= calpestare), ossia "calpestare questa pianta rovinerebbe la sua bellezza". Il termine specifico (orontium) deriva dal nome di un fiume dell'Asia Minore (Vicino Oriente), ora Siria, Oronte, un vecchio nome generico per alcune piante acquatiche.
Il nome scientifico della specie è stato definito dal biologo e archeologo statunitense, di origine franco-tedesca Constantine Samuel Rafinesque-Schmaltz (Galata, 22 ottobre 1783 – Filadelfia, 18 settembre 1840) nella pubblicazione "Autikon botanikon. Icones plantarum select. nov. vel rariorum, plerumque americana, interdum african. europ. asiat. oceanic. - Pag 158. 1840" del 1840.

## Descrizione

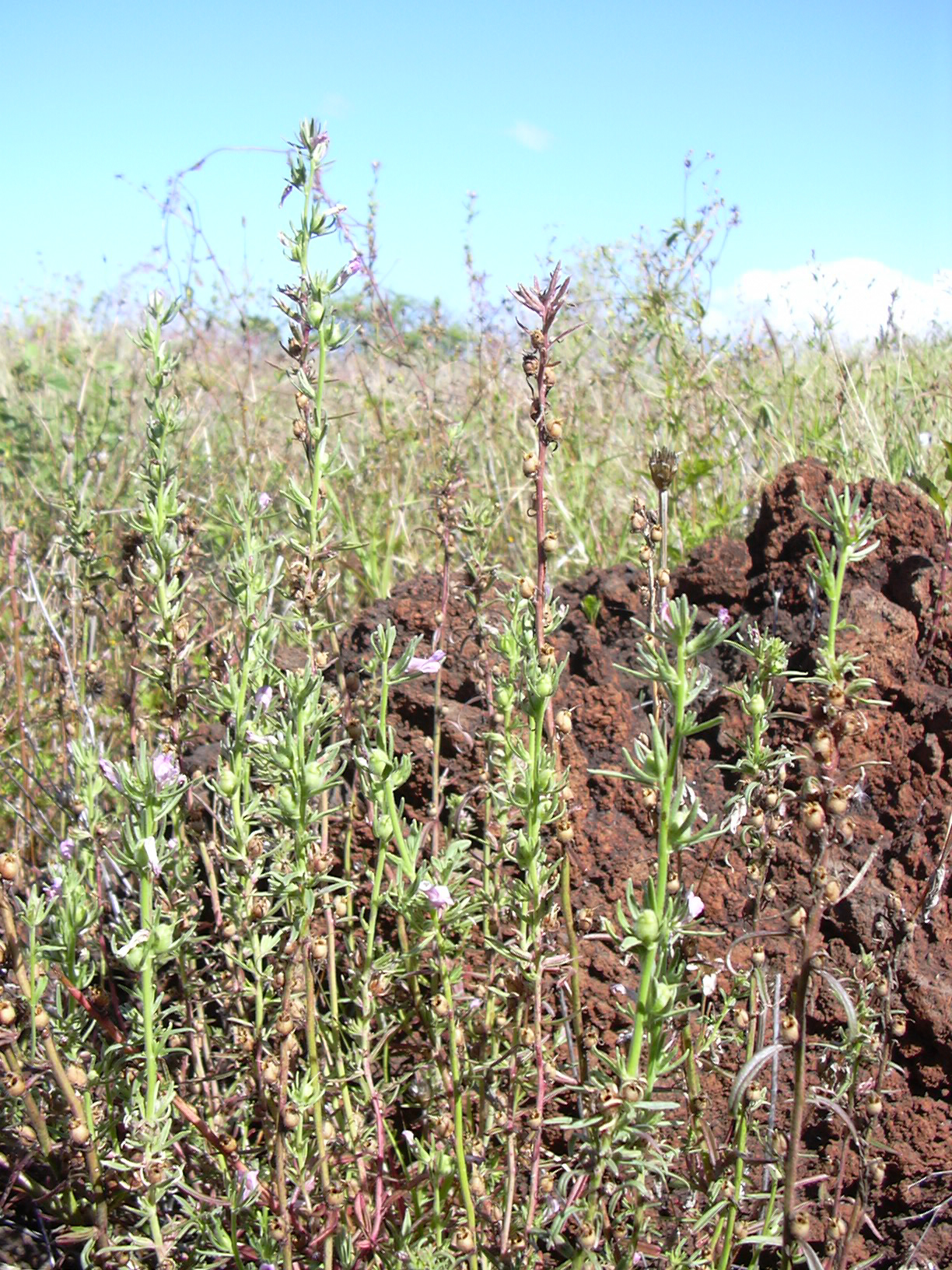
Il portamento

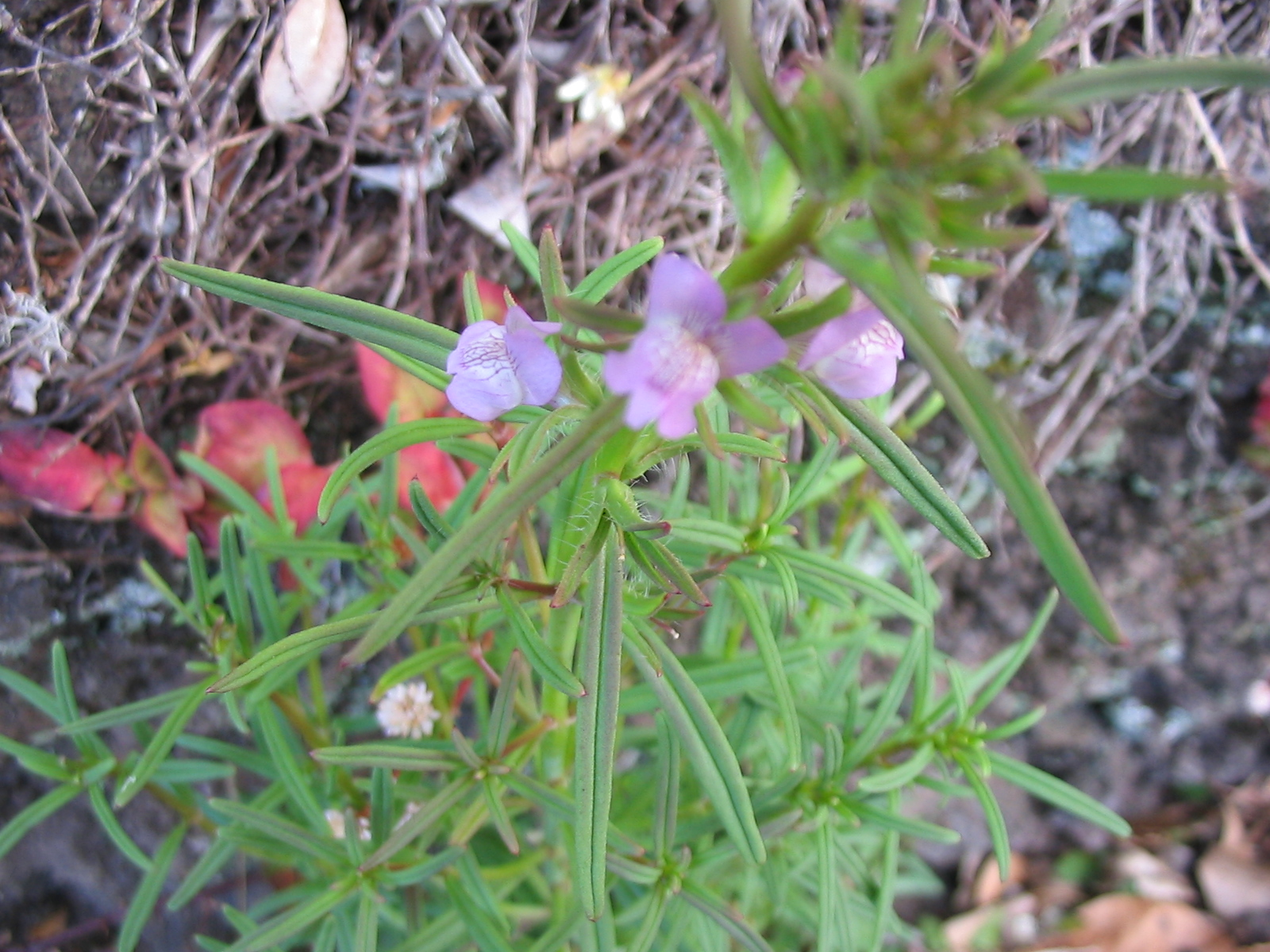
Le foglie

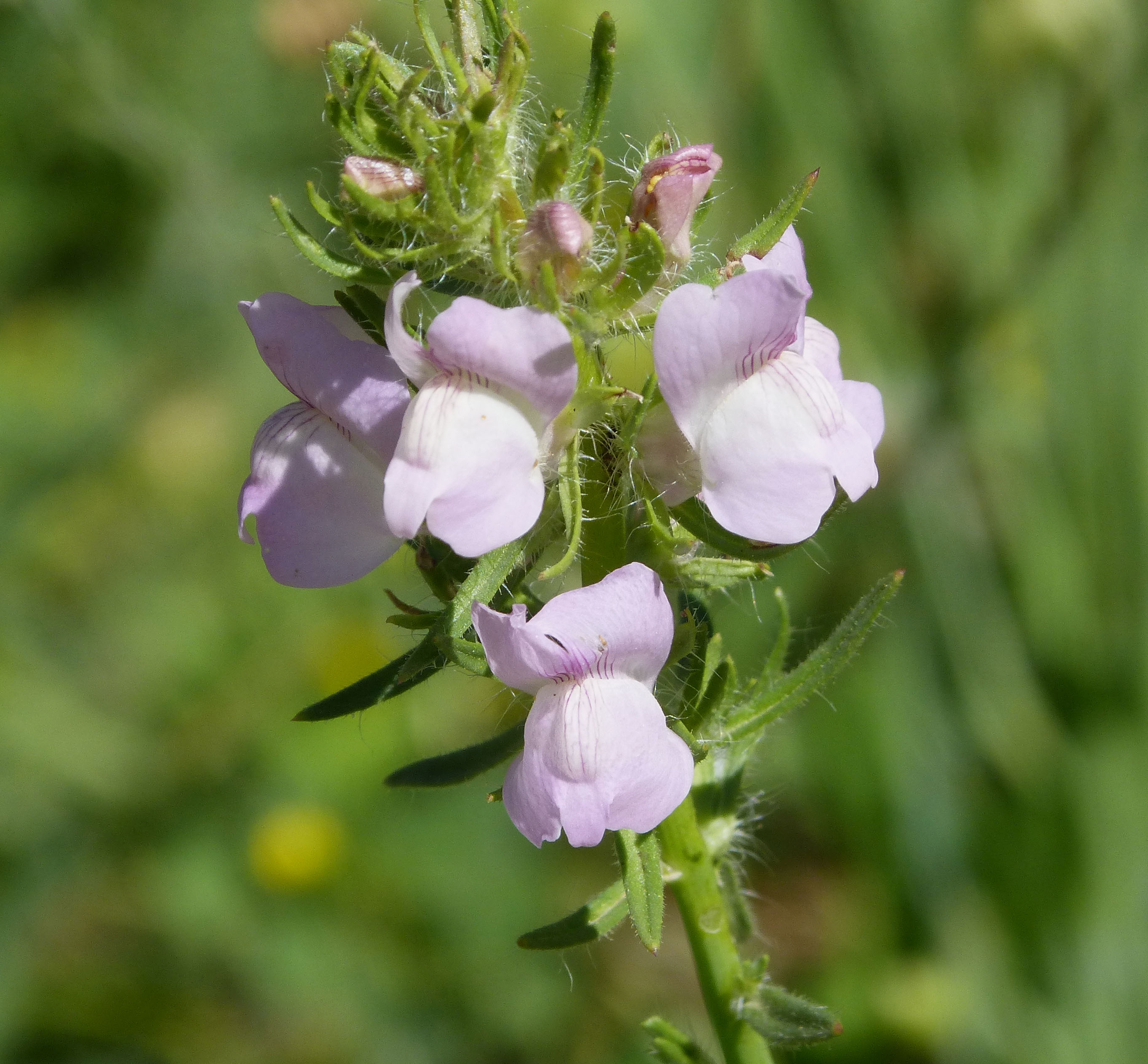
Infiorescenza

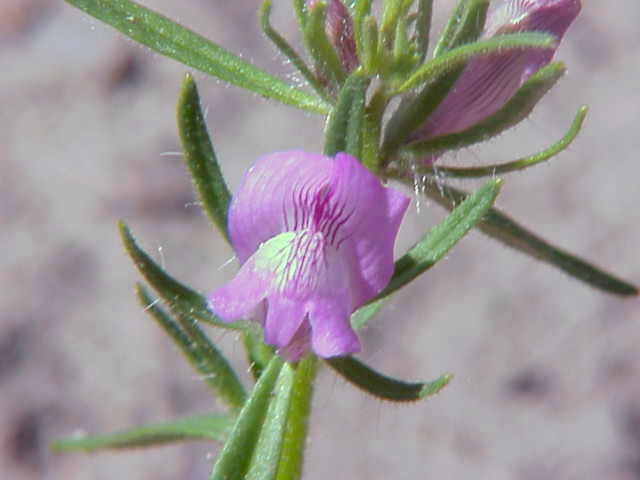
I fiori

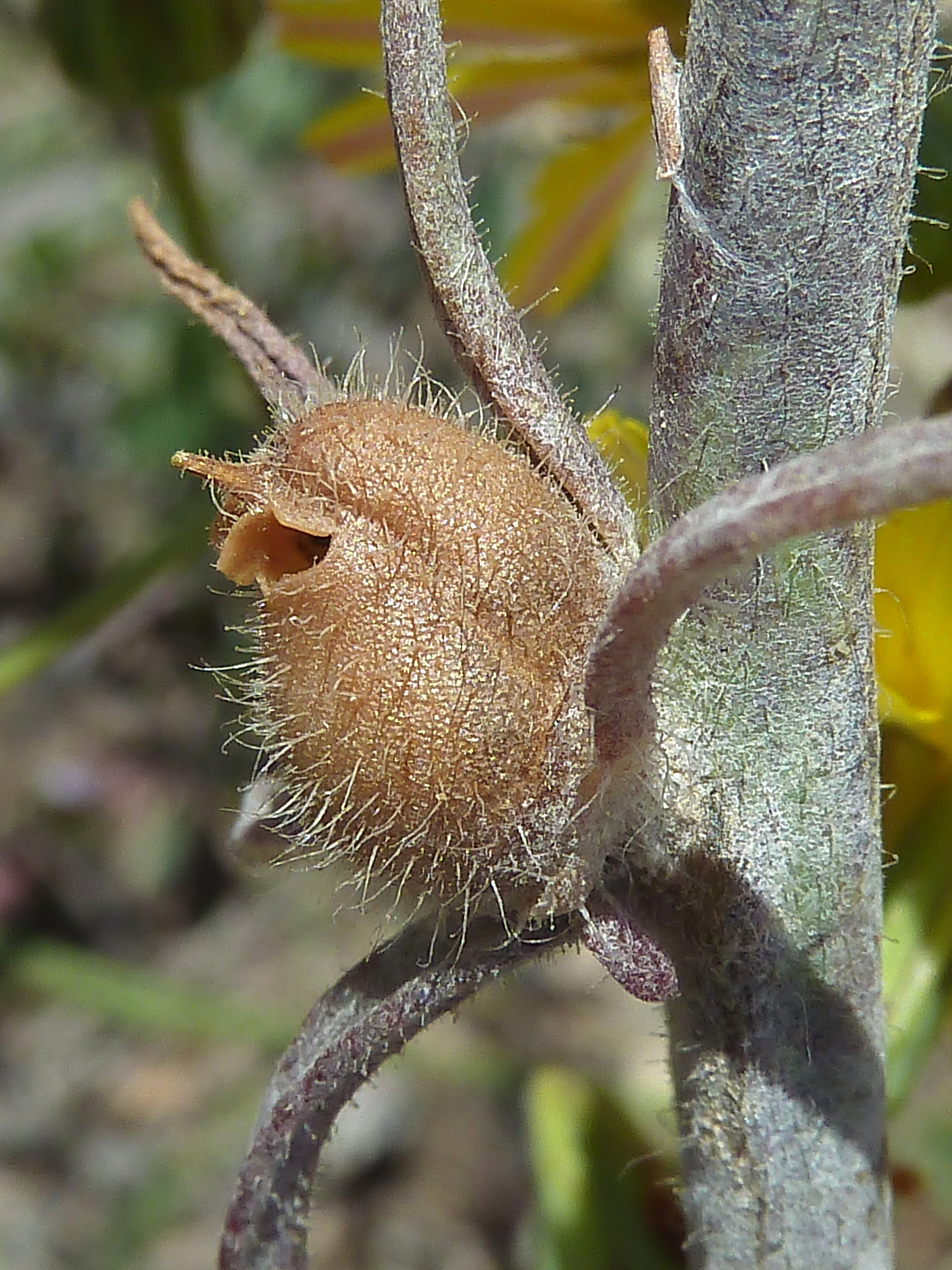
Il frutto

Queste piante arrivano ad una altezza di 3 - 8 dm. La forma biologica è terofita scaposa (T scap), ossia in generale sono piante erbacee che differiscono dalle altre forme biologiche poiché, essendo annuali, superano la stagione avversa sotto forma di seme e sono munite di asse fiorale eretto e spesso privo di foglie.

### Radici
Le radici sono fittonanti.

### Fusto
La parte aerea del fusto è eretta, ascendente e ramosa. La superficie è ricoperta da sparsi peli ghiandolari.

### Foglie
Le foglie disposte in modo alterno hanno delle lamine lineari-lanceolate con apice ottuso e margini interi. le foglie superiori sono strettamente lineari. Dimensioni delle foglie: larghezza 4 – 6 mm; lunghezza 30 – 40 mm. 

### Infiorescenza
Le infiorescenze sono formate da racemi allungati. I fiori sono subsessili e distanziati.

### Fiore
I fiori sono ermafroditi, zigomorfi e tetraciclici (ossia formati da 4 verticilli: calice– corolla – androceo – gineceo) e tetrameri (i verticilli del perianzio hanno 4 elementi).
- Formula fiorale:

X o * K (4-5), [C (4) o (2+3), A 2+2 o 2], G (2), capsula.
- Il calice, attinomorfo e gamosepalo, è completamente diviso in cinque lacinie lineari, più o meno della stessa lunghezza (il lobo adassiale può essere più lungo) e superanti la corolla. Alla base sono ispide. Lunghezza delle lacinie: 8 – 11 mm.

- La corolla, gamopetala e zigomorfa, ha delle forme tubolari cilindriche ed è del tipo bilabiato. La base del tubo è rigonfio abassialmente ma privo dello sperone. Le fauci della corolla sono completamente chiuse da un rigonfiamento del labbro superiore (corolla personata con palato occluso). Il colore della corolla è roseo o violaceo. Lunghezza della corolla: 13 – 15 mm (minimo 10 mm, e massimo 17 mm).

- L'androceo è formato da 4 stami didinami tutti fertili. Può essere presente un quinto stame di tipo staminoide. I filamenti sono adnati alla base della corolla e sono inclusi o poco sporgenti. Le antere sono formate da due teche distinte e divaricate. La deiscenza è longitudinale attraverso due fessure. I granuli pollinici sono tricolpoporati.

- Il gineceo è bicarpellare (sincarpico - formato dall'unione di due carpelli connati). L'ovario è supero con placentazione assile (le placente sono grandi) e forme da ovoidi a suborbicolari. I loculi possono essere ineguali. Gli ovuli per loculo sono numerosi, hanno un solo tegumento e sono tenuinucellati (con la nocella, stadio primordiale dell'ovulo, ridotta a poche cellule).[13] Lo stilo inserito all'apice dell'ovario ha uno stigma bifido. Di norma è presente un disco nettarifero.
- Fioritura: da maggio a settembre (ottobre).

### Frutti
I frutti sono delle capsule ovoidi gozzute. I semi sono numerosi con teste reticolate-alveolate o crestate. Sono presenti delle strette ali. Dimensioni delle capsule: 5 x 8 mm,

## Biologia
Le specie di questo raggruppamento si riproducono per impollinazione tramite insetti quali imenotteri, lepidotteri o ditteri (impollinazione entomogama) ovvero tramite il vento (impollinazione anemogama)..
La dispersione dei semi avviene inizialmente a causa del vento (dispersione anemocora); una volta caduti a terra sono dispersi soprattutto da insetti tipo formiche (mirmecoria).

## Distribuzione e habitat

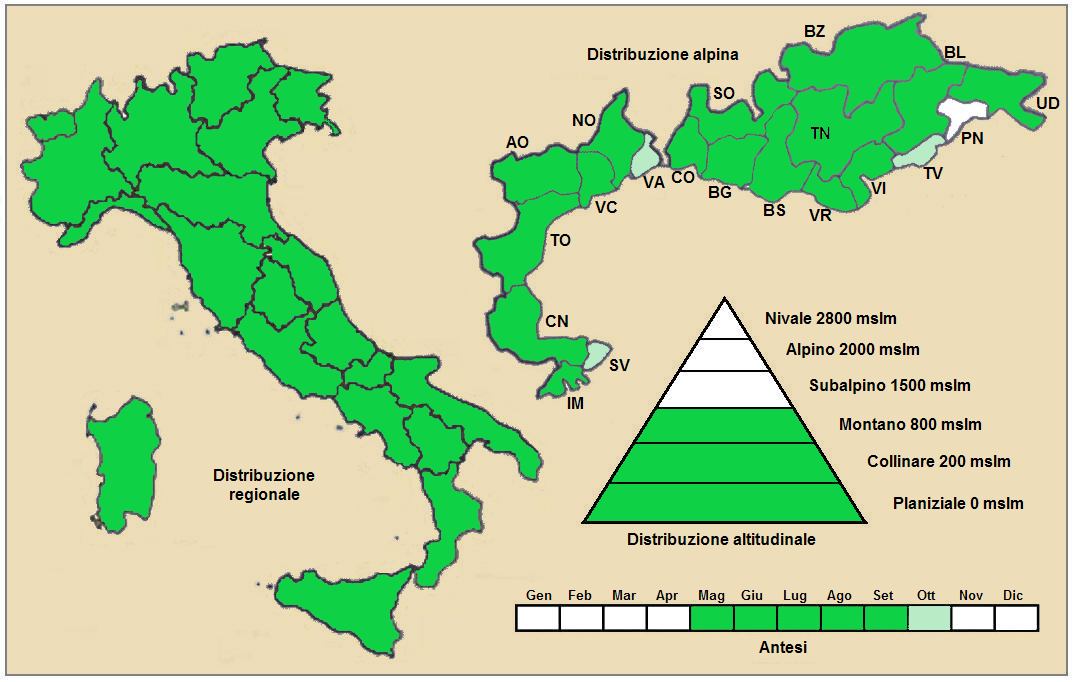
Distribuzione della pianta
(Distribuzione regionale – Distribuzione alpina)

- Geoelemento: il tipo corologico (area di origine) è Euri-Mediterraneo divenuto Paleotemperato.
- Distribuzione: in Italia è una specie comune e si trova su tutto il territorio. Nelle Alpi è più rara. Fuori dall'Italia, sempre nelle Alpi, questa specie si trova in Francia (tutti i dipartimenti alpini), in Svizzera (cantoni Vallese, Ticino e Grigioni), in Austria (Länder della Carinzia e Austria Inferiore) e in Slovenia. Sugli altri rilievi europei collegati alle Alpi si trova nella Foresta Nera, Vosgi, Massiccio del Giura, Massiccio Centrale, Pirenei, Alpi Dinariche, Monti Balcani e Carpazi.[12] Nel resto dell'Europa si trova dalla Penisola Iberica alla Grecia (sono escluse le aree più a nord). Misopates orontium è presente anche in Anatolia, Asia mediterranea e Africa settentrionale.[16]
- Habitat: l'habitat tipico per questa pianta sono i campi, le vigne, gli incolti aridi; ma anche gli ambienti ruderali, le scarpate e le strade rurali. Il substrato preferito è siliceo con pH acido, alti valori nutrizionali del terreno che deve essere mediamente umido.[12]
- Distribuzione altitudinale: sui rilievi queste piante si possono trovare fino a 1.000 m s.l.m.; frequentano quindi i seguenti piani vegetazionali: collinare e montano (oltre a quello planiziale – a livello del mare).

### Fitosociologia
Dal punto di vista fitosociologico alpino questa specie appartiene alla seguente comunità vegetale:
- Formazione: delle comunità terofitiche pioniere nitrofile

- Classe: Stellarietea mediae

## Tassonomia
La famiglia Plantaginaceae comprende 12 tribù, 105 generi e oltre 1 800 specie. Il genere Misopates appartiene alla tribù Antirrhineae.Fino a poco tempo fa era incluso nella famiglia Veronicaceae o Scrophulariaceae a seconda dei vari Autori. classificazione APG lo assegna alle Plantaginacee.
Il basionimo per questa specie è: Antirrhinum orontium L, 1753
Il numero cromosomico di Misopates orontium è: 2n = 16.

### Sottospecie
Sono note le seguenti sottospecie:
- Misopates orontium subsp. orontium
- Misopates orontium subsp. gibbosum (Wall.) D.A.Sutton

### Sinonimi
Questa entità ha avuto nel tempo diverse nomenclature. L'elenco seguente indica alcuni tra i sinonimi più frequenti:
- Agorrhinum orontium (L.) Fourr.
- Antirrhinum arvense Bubani
- Antirrhinum breviflorum Gilib.
- Antirrhinum calycinum var. rubra Hoffmanns. & Link
- Antirrhinum craniolare Stokes
- Antirrhinum elegans Ten.
- Antirrhinum gibbosum Wall.
- Antirrhinum humile Salisb.
- Antirrhinum indicum Royle ex Ball
- Antirrhinum orontium L.
- Antirrhinum orontium var. chrysothales Pau
- Antirrhinum orontium f. elegans  (Ten.) Bég.
- Antirrhinum orontium var. foliosum J.A.Schmidt
- Antirrhinum purpureum Dulac
- Orontium arvense Pers.
- Orontium calycinum Pers.
- Antirrhinum orontium var. brevifolium Post (sinonimo della sottospecie gibbosum)
- Antirrhinum orontium var. indicum Chav. (sinonimo della sottospecie gibbosum)

## Altre notizie
La bocca di leone dei campi in altre lingue è chiamata nei seguenti modi:
- (DE)  Feld-Löwenmaul, Katzenmaul
- (FR)  Misopatès orontium, Muflier des champs
- (EN)  Weasel's Snout, Lesser Snapdragon